# ألان كوكس (كاتب)
ألان كوكس (بالإنجليزية: Allan Cox) هو كاتب أمريكي، ولد في 1937 في بروين في الولايات المتحدة.